# 马号事件
马号事件是辛亥革命期间于1911年11月24日发生的一起清朝官员诱杀绥远革命军将领及革命党人的事件，因发生在位于包头镇「马号巷」的镇公行内，故得名。

## 经过
中国同盟会在萨拉齐、包头经过数年宣传，使一批蒙古族、汉族青年成为中国同盟会的骨干。1911年辛亥革命爆发后，清朝绥远城将军为镇压革命，调五原厅同知樊恩庆兼管包头、萨拉齐防务。归化的新军举行起义之后，张琳、曹富章等人率西路军自大青山后绕道开赴包头镇外，计划进攻包头。
此时，樊恩庆假意拥护革命，声称准备与西路军和平协商，使包头“独立”。但同时，樊恩庆秘密布下陷阱。1911年11月22日，张琳、曹富章率部下200余人开入包头，樊恩庆假意迎接革命军入城，并且故意将革命军分散在多处分别驻扎。11月24日，樊恩庆在包头镇公行（即商会，地址位于北梁马号巷）大厅设下“鸿门宴”，为革命军“接风”。张琳、曹富章等7名军官，以及革命党人云亨、郭鸿霖、李世元、李茂林、王肯堂、巴文峒等人应邀出席宴会。开宴上菜之时，早就布置在四周的伏兵听到暗语：“快往上端吧”，便闯入大厅开枪杀人。张琳、曹富章等7人当场被枪杀；郭鸿霖等人当场被逮捕，后来被处决。云亨、李茂林等人则趁乱逃走，被营救出城。此次事件导致新军未能占领包头。